# Igreja de Nossa Senhora do Rosário (Lagoa)

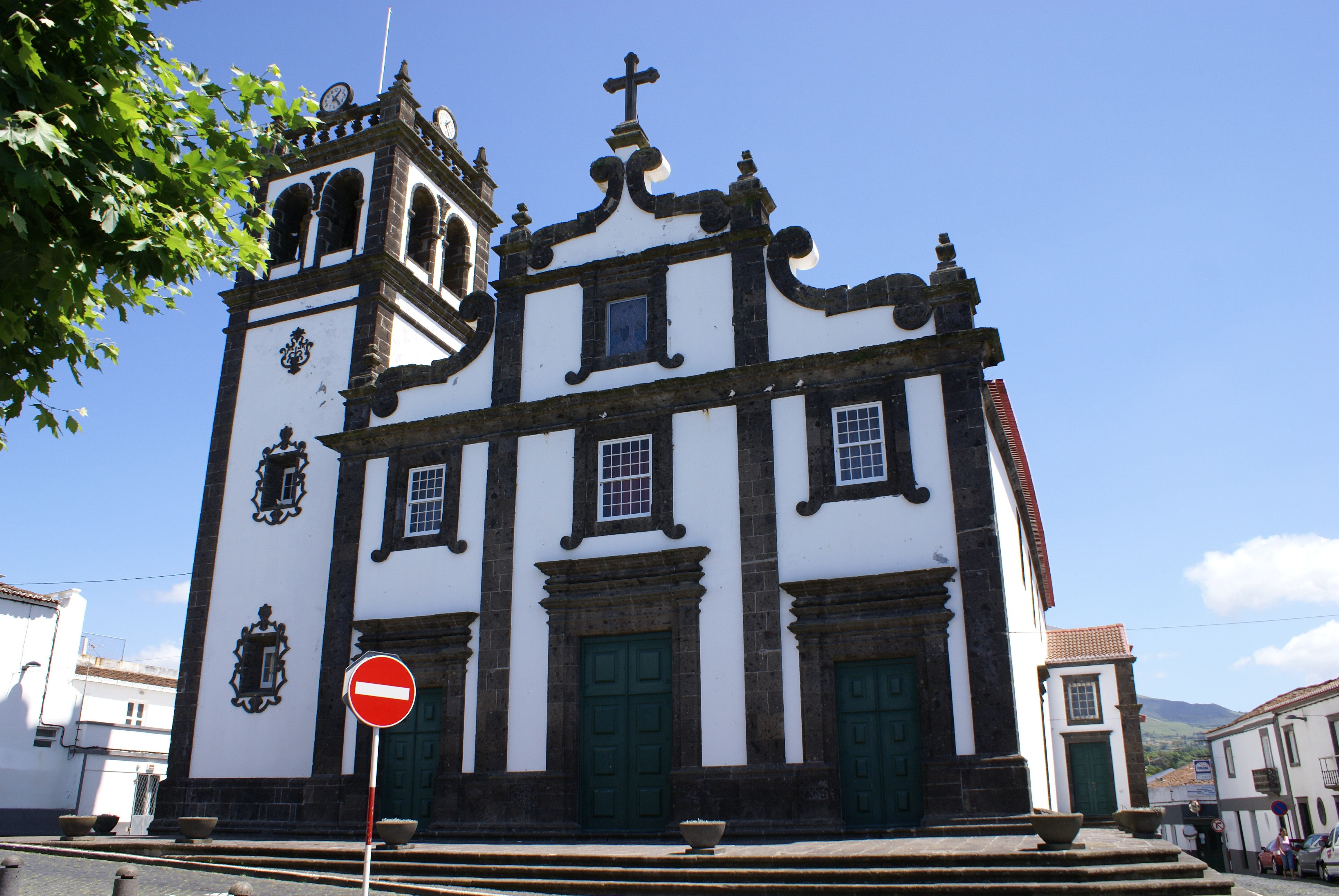
Igreja de Nossa Senhora do Rosário, fachada.

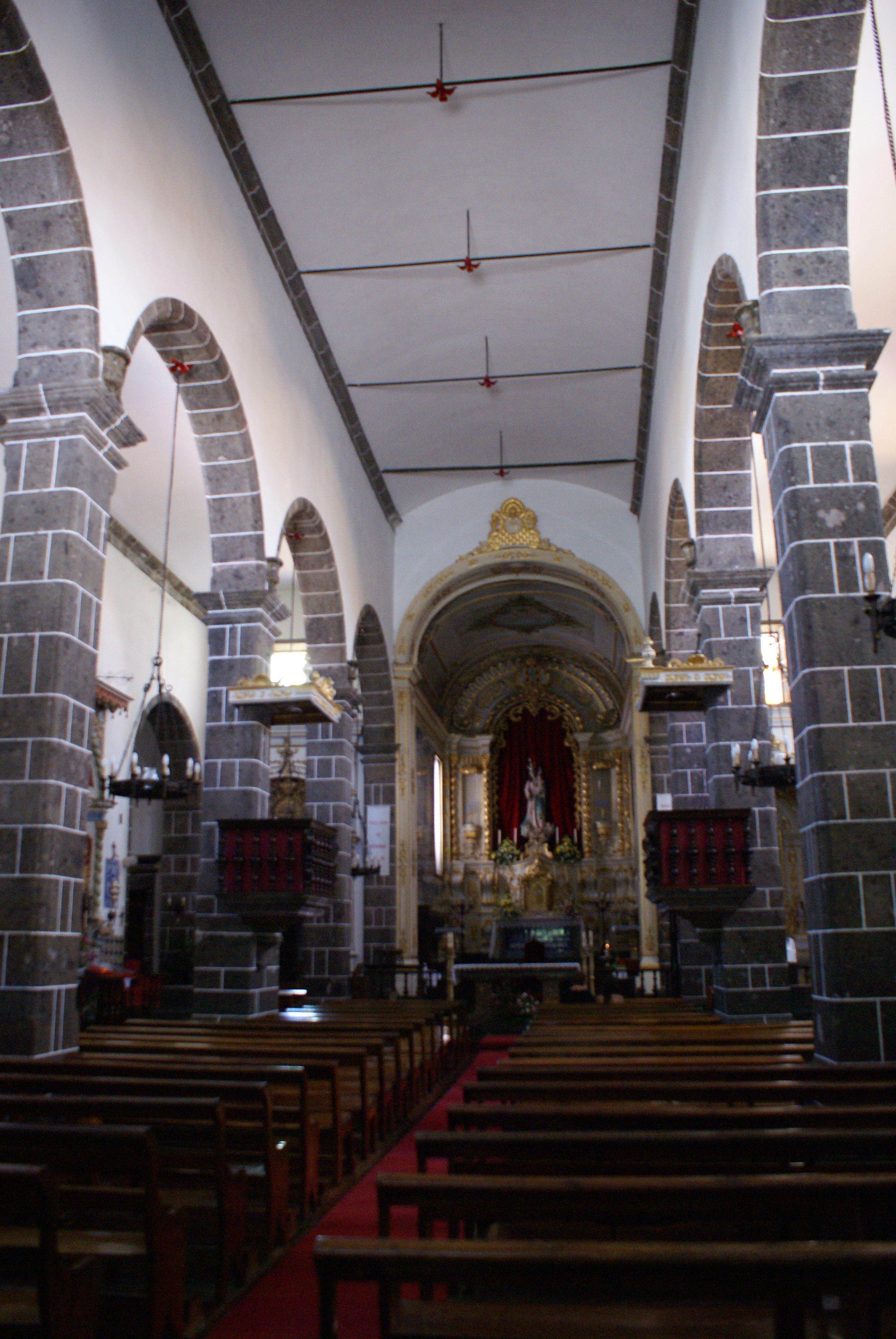
Igreja de Nossa Senhora do Rosário, nave central.

A Igreja de Nossa Senhora do Rosário é um templo cristão Português localizado na freguesia de Nossa Senhora do Rosário, concelho da Lagoa, na ilha açoriana de São Miguel, Arquipélago dos Açores.
Este templo foi edificado sobre uma antiga ermida, que existia neste local e a data de construção situa-se no século XVIII. Apresenta-se como uma volumosa e sólida construção de três naves.
Nesta igreja existe um órgão de tubos e um notável conjunto escultórico da autoria do Joaquim Machado de Castro da épica setecentista.